# Опиц, Христиан Вильгельм
Христиа́н Вильге́льм О́пиц (нем. Christian Wilhelm Opitz; 6 октября 1756, Берлин — 3 февраля 1810, Дрезден) — немецкий актёр XVIII века.

## Биография
Родился в 1756 году в Берлине.
Обучаясь в университете, в 1775 году дебютировал на сцене в Лейпциге.
В ноябре 1784 года был приглашён из Дрездена на службу в Дирекцию Императорских театров. Пользовался симпатиями петербургской публики. Репертуар его состоял, главным образом, из пьес Коцебу, и в некоторых из них он был неподражаем.
В конце царствования императрицы Екатерины II вернулся в Германию. Служил в театрах многих городов, преимущественно — в Дрездене. В 1789 году Франц Секонда поручил ему руководство обществом «Королевские Саксонские комедианты».
Умер в Дрездене в 1810 году.

## Комментарии
1. ↑  В источниках указываются также даты рождения 1751[2], 1755[3].